# Psilocerea nigromaculata
Psilocerea nigromaculata är en fjärilsart som beskrevs av W. Warren 1897. Psilocerea nigromaculata ingår i släktet Psilocerea och familjen mätare. Inga underarter finns listade.